# Нево
Гора Нево́ (відома також як Небо́ або Навав; араб. جَبَل نِيْبُو; івр. הַר נְבוֹ) — гора в провінції Мадаба у Йорданії. Розташована на височині Аварім на висоті приблизно 710 м над рівнем моря. Згадується в Книзі Повторення закону як місце, де Мойсей побачив Землю Обітовану. За ясної погоди з вершини гори видно долину річки Йордан, Єрихон у Палестині та Єрусалим.

## Назва
В українській мові залежно від перекладу Біблії існують три варіанти назви гори: Нево, Небо, та Навав.

### Нево
Традиційно є найвживанішою назвою. Вона зустрічається в перекладі Огієнка — найрозповсюдженішому перекладі Біблії на українську. Така ж сама назва вживається і в перекладі Філарета, що був перекладений з російського Синодального перекладу (а не з мов оригіналу).
5 М. 34:1 І вийшов Мойсей із моа́вських степі́в на го́ру Нево́, на верхів'я Пісґі́, що навпроти Єрихо́ну, а Госпо́дь дав йому побачити ввесь край: Ґілеа́д аж до Да́ну,
(переклад Огієнка)
І зійшов Мойсей з рівнин моавитських на гору Нево, на вершину Фасги, яка навпроти Єрихона, і показав йому Господь усю землю Галаад до самого Дана,
(переклад Філарета)

### Небо
Назва Небо зустрічається в перекладі Куліша та Пулюя — найпершому повному перекладі Біблії на українську, що побачив світ у 1903 році.
І зійшов Мойсей з Моабового поділля на Небо гору, на верх Пизги, що проти Єрихону. І показав йому Господь усю Гілеад землю до Дану,
(переклад Куліша та Пулюя)

### Навав
Гора має назву Навав у перекладі Біблії Турконяка, що побачив світ у XXI столітті, спочатку з перекладу з грецької мови, а згодом вже з оригінальної гебрейської. 
Тоді Мойсей піднявся з моавського Аравоту на гору Навав, на вершину Фасґи, що напроти Єрихона, і Господь показав йому всю землю Ґалаад аж до Дана,
(Переклад Турконяка)

## Релігійне значення

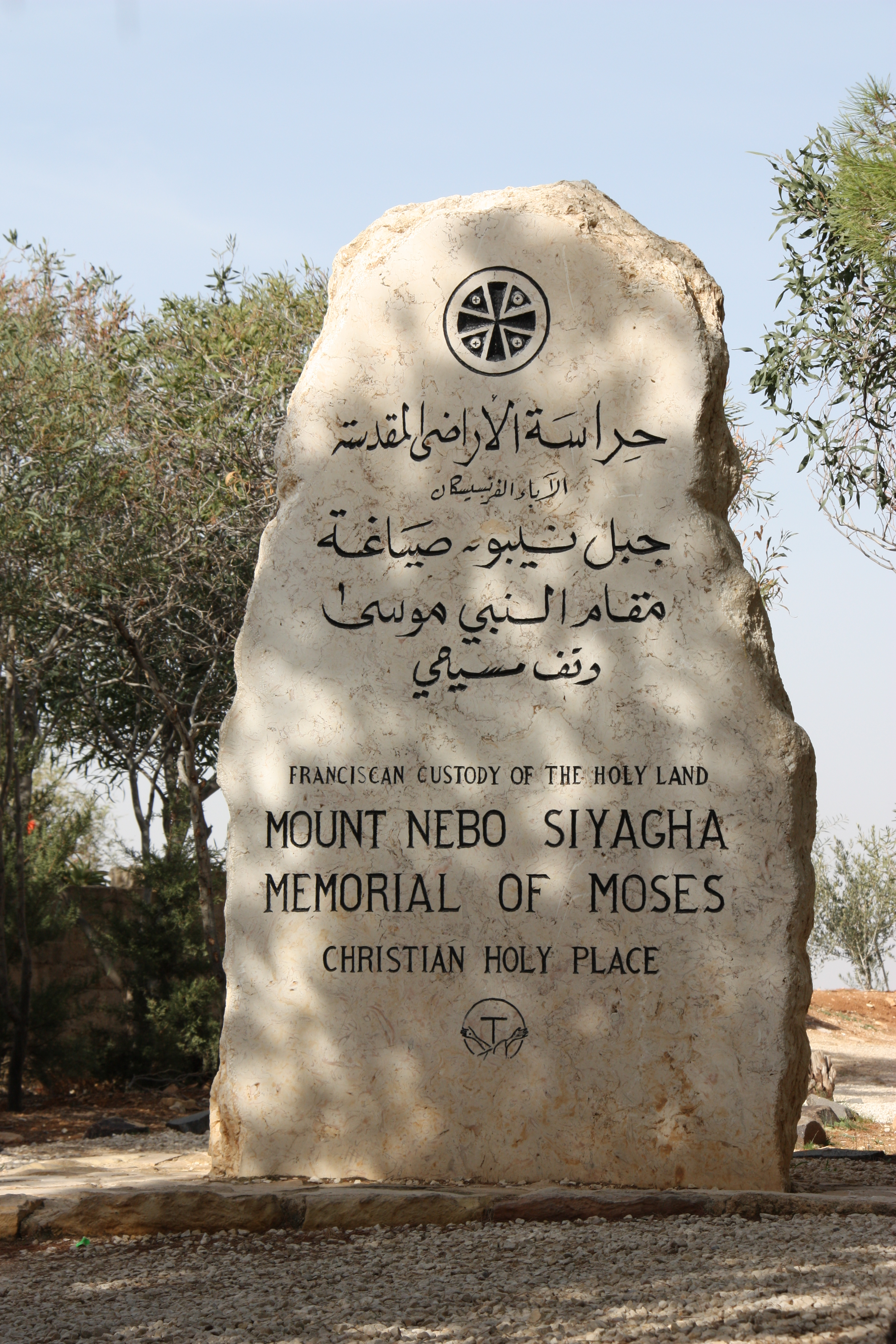
Пам'ятний знак у підніжжя гори

Згідно з останньою главою Книги Повторення Закону (Второзаконня), Мойсей піднявся на гору Нево, щоб оглянути землю Ханаан, куди за словами Бога, він не ввійде. Згодом Мойсей помер у Моаві.
За християнською традицією, Мойсей був похований на цій горі, хоча точне місце його поховання не вказано. За деякими традиціями в ісламі, стверджується те саме, хоча макам (могила) Мойсея також існує в Ель-Набі-Муса, за 11 км на південь від Єрихону і за 20 км на схід від Єрусалиму в Юдейській пустелі. Серед науковців існують дискусії щодо того, чи гора, відома сьогодні як Небо, дійсно є тою горою, про яку йдеться в Повторенні закону.
Згідно з второканонічною Другою книгою Маккавеїв (2:4–7), пророк Єремія сховав у печері на горі скинію та Ковчег Заповіту.
20 березня 2000 року папа римський Іван Павло II відвідав гору в межах свого паломництва до Святої Землі. Під час свого візиту він висадив оливкове дерево біля візантійської каплиці як символ миру. Папа Бенедикт XVI відвідав Нево у 2009 році, виголосив промову та подивився з вершини гори в бік Єрусалиму.

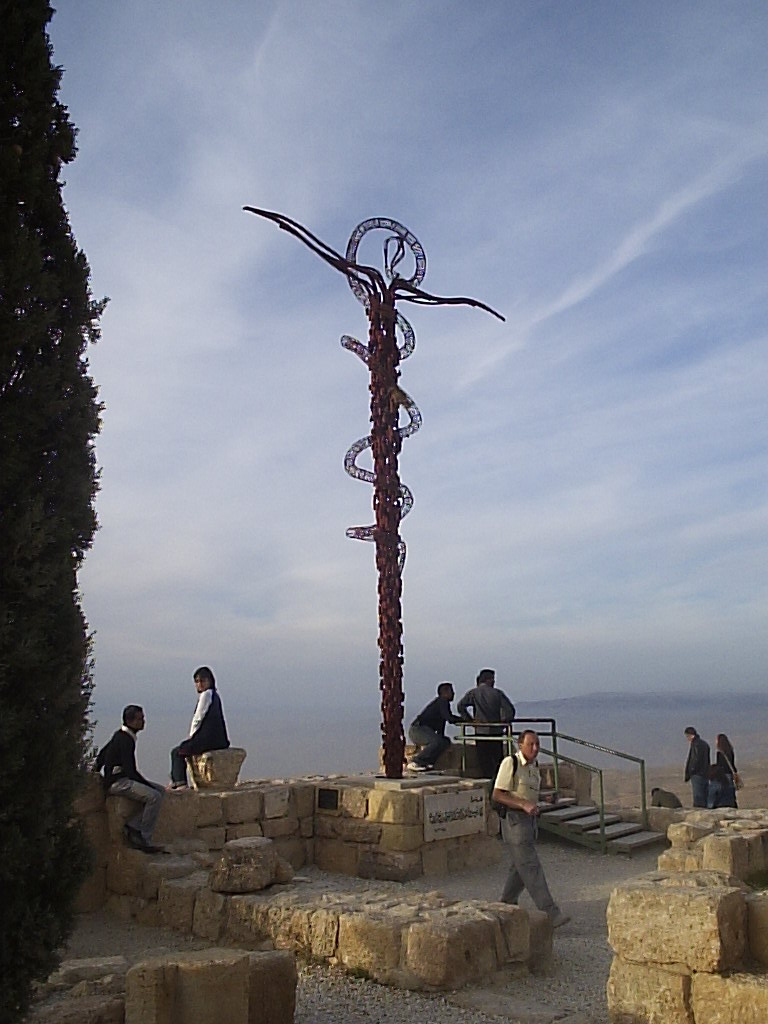
Змієподібний хрест

Скульптура змієподібного хреста на піці гори Нево була створена італійським художником Джованні Фантоні. Вона символізує Мідного змія, зробленого Мойсеєм у пустелі (4 М. 21:4–9), та хреста, на якому був розіп'ятий Ісус (Ів. 3:14).

## Археологія

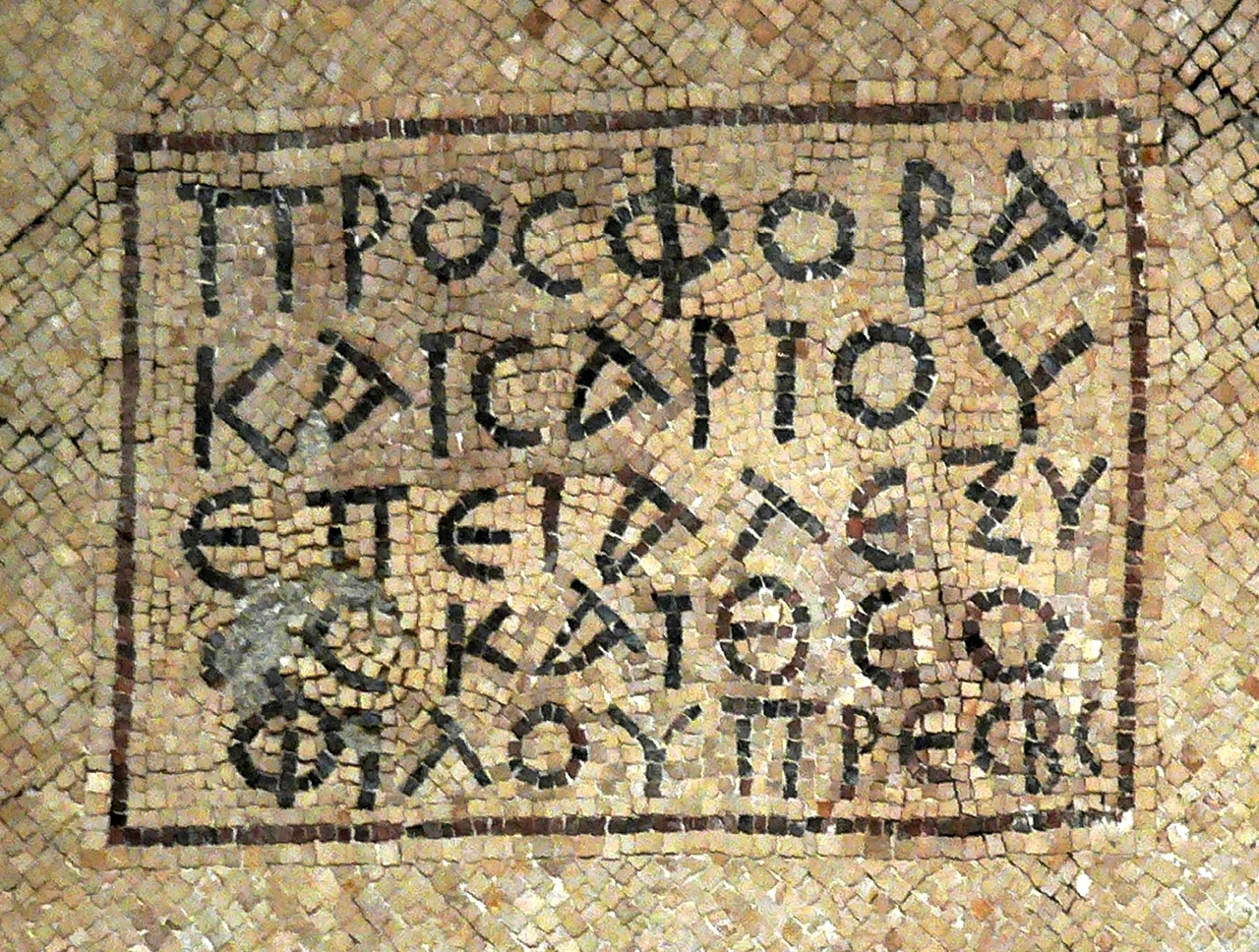
Мозаїчний напис всередині

Систематичні дослідження на горі, що розпочалися Сильвестром Саллером, були продовжені в 1933 році Джеромом Міхайком з Францисканського біблійного дослідження. Того ж року на найвищій точці гори, що називається Сіага, були виявлені залишки візантійської церкви та монастиря. Перша будівля цієї церкви була споруджена в другій половині IV століття на згадку про місце смерті Мойсея. Її архітектура відповідає типовому базилічному зразку. Вона була розширена наприкінці V століття та перебудована в 597 році нашої ери. Ця церква вперше згадується в розповіді про паломництво, здійснене письменницею Етерією в 394 році. До того ж під мозаїчним покриттям підлоги церкви було знайдено шість гробниць, висічених із природної скелі.
італійський археолог та священник Белларміно Багатті здійснював дослідження на цьому місці в 1935 році. Згодом Вірджиліо Каніо Корбо розкопав інтер'єр базиліки. У 1963 році йому було призначено реставрацію оригінальної бруківки для виставки. У сучасній пресвітерії каплиці, побудованій задля захисту об'єкта та забезпечення місця для молитов, можна побачити залишки мозаїчних підлог різних періодів. Найбільш раннім із них є панно з плетеним хрестом, яке зараз розміщене на східному кінці південної стіни.
Меморіал, присвячений Мойсею з візантійськими мозаїками в ньому, був на реставрації з 2007 року допоки не відкрився 15 жовтня 2016 року.